# Người Nhật Bản ở Ai Cập
Có một cộng đồng nhỏ người Nhật Bản ở Ai Cập, chủ yếu là những người nước ngoài đến từ Nhật Bản. Theo Bộ Ngoại giao Nhật Bản, có khoảng 1.051 cư dân Nhật Bản ở Ai Cập tính đến năm 2009.

## Tổng quát
Các kỹ sư và chuyên gia Đường sắt Nhật Bản được Cơ quan Hợp tác Quốc tế Nhật Bản cử đến Cairo để hướng dẫn kỹ thuật về công tác kiểm tra và sửa chữa tại Cairo Metro và các công ty Nhật Bản "Kinki Sharyo Co." và " Tập đoàn Toshiba" đã được ký hợp đồng sản xuất phần lớn đầu máy cho dự án. Ngoài ra còn có một nhóm các nhà khảo cổ Nhật Bản làm việc ở Ai Cập trong hơn 40 năm. Một trong những dự án lớn của họ là quét radar bên trong và bên ngoài Đại kim tự tháp và họ cũng đã tiến hành các công việc quan trọng tại Dashur và Abusir.
Sau cuộc Cách mạng Ai Cập 2011, nhiều công dân Nhật Bản ở Ai Cập đã rời khỏi đất nước này. Khoảng 470 công dân Nhật Bản đã chạy trốn khỏi tình trạng bất ổn ngày càng gia tăng ở Cairo trên ba chiếc máy bay do chính phủ Nhật Bản điều động do lực lượng đặc nhiệm khẩn cấp của Bộ Ngoại giao Nhật Bản bố trí vào tháng 2 năm 2011. Chính phủ Nhật Bản cũng đang tranh giành để kiểm tra sự an toàn của tất cả công dân Nhật Bản. sống ở Ai Cập sau khi Tổng thống Ai Cập Hosni Mubarak từ chức.